# Жоаозиньо (бразилски футболист, р. 1988)
Вижте пояснителната страница за други личности с името Жоаозиньо.
Жоао Натаилтон Рамос дос Сантос (на португалски: João Natailton Ramos dos Santos, изговаря се по-близко до Жуау Натаилтон Рамус дус Сантус), по-известен като Жоаозиньо e бразилски футболист роден на 25 декември 1988 г. През сезон 2011 – 12 се състезава като полузащитник за руския футболен отбор Краснодар. Притежав руско гражданство.

## Професионална кариера
Стартира професионалната си футболна кариера на 17-годишна възраст през 2006 г. в бразилския футболен отбор Португеза. Изиграва 54 мача в които отбелязва 4 гола.
В края на 2007 г. пристига в България и подписва петгодишен договор с ПФК Левски (София), който влиза в сила от януари 2008 г. Сумата по трансфера му е около 770 000 евро.
Само на 20 години той се превръща в основен играч в схемата на Левски. Притежава изключителен дрибъл, силен удар и центриране от статични положения.
През 2009 г. печели заедно с Левски шампионската титла по футбол на България, а също както и Суперкупата на България. Състезава се с екипа на „сините“ до началото на 2011 г., като отбелязва 12 гола в 73 мача.
В началото на февруари 2011 г. преминава в руския футболен отбор ФК Краснодар, след трансфер на стойност 1 млн. евро. Жоаозиньо е избран в отбора на кръга в Русия за 13 кръг. Той става една от звездите на „магнитите“ и е лидер по асистенции на отбора – 7. Също така е отбелязал и 5 гола през 2011/12.

## Статистика по сезони
| Отбор          | Сезон     | Шампионат | Шампионат | Нац. купа | Нац. купа | Евротурнири | Евротурнири | Общо | Общо |
| Отбор          | Сезон     | М         | Г         | М         | Г         | М           | Г           | М    | Г    |
| -------------- | --------- | --------- | --------- | --------- | --------- | ----------- | ----------- | ---- | ---- |
| Левски (София) | 2007 – 08 | 12        | 2         | 1         | 0         | 0           | 0           | 13   | 2    |
| Левски (София) | 2008 – 09 | 19        | 4         | 4         | 1         | 2           | 1           | 25   | 6    |
| Левски (София) | 2009 – 10 | 27        | 4         | 1         | 0         | 10          | 0           | 38   | 4    |
| Левски (София) | 2010 – 11 | 15        | 2         | 2         | 0         | 12          | 2           | 29   | 4    |
| ФК Краснодар   | 2011/12   | 39        | 7         | 2         | 0         | 0           | 0           | 41   | 7    |
| ФК Краснодар   | 2012/13   | 30        | 4         | 1         | 0         | 0           | 0           | 31   | 4    |
| ФК Краснодар   | 2013/14   | 30        | 7         | 4         | 0         | 0           | 0           | 34   | 7    |
| ФК Краснодар   | 2014/15   | 19        | 6         | 4         | 1         | 8           | 3           | 29   | 11   |
| ФК Краснодар   | 2015/16   | 14        | 0         | 3         | 1         | 6           | 1           | 23   | 2    |

Последна актуализация: 14 февруари 2011